# Hemicloea limbata
Hemicloea limbata är en spindelart som beskrevs av Ludwig Carl Christian Koch 1875. Hemicloea limbata ingår i släktet Hemicloea och familjen plattbuksspindlar.
Artens utbredningsområde är New South Wales. Inga underarter finns listade i Catalogue of Life.